# Walther Gasch
G. Walther Gasch (* 10. April 1886 in Leipzig; † 1962 in Dens) war ein deutscher Maler und Grafiker, Restaurator und Antiquar sowie Parteifunktionär der NSDAP.

## Leben und Werk
Walther Gasch studierte ab 1905 an der Kunstakademie Dresden bei Emanuel Hegenbarth und Oskar Zwintscher. Später war er daselbst Meisterschüler bei Gotthardt Kuehl und Richard Müller. Studienreisen führten ihn nach Holland, Frankreich und Italien.
Ab 1929 war er als Assistent für Licht- und Tiefdruck an der Hochschule für Grafik und Buchkunst in Leipzig tätig. 1927 wurde er Mitglied des Deutschen Künstlerverbandes Dresden. Mittelpunkt der von diesem Verband im September 1930 in Dresden organisierten Vierten Ausstellung war ein großes SA-Gemälde, das von Gasch gemalt wurde. Er war bereits zum 1. Mai 1930 der NSDAP beigetreten (Mitgliedsnummer 236.661). Im Folgejahr schuf er für die Dresdner Kunstausstellung das Monumentalgemälde Um Deutschlands Seele.
Als das Hakenkreuzbanner im März 1933 auf der Staatlichen Akademie der bildenden Künste gehisst wurde, hielt Walther Gasch neben Willy Waldapfel eine Ansprache vor den aufmarschierten SA- und SS-Angehörigen. Unter ihrer maßgeblichen Mitwirkung wurde im September 1933 die Ausstellung „Entartete Kunst“ im Rathaus von Dresden durchgeführt.
In der NSDAP wurde er 1930 zum sächsischen Gaufachgruppenleiter der Bildenden Künste ernannt, außerdem schrieb er Kulturkritiken für die Parteizeitung Der Freiheitskampf.
1933 war er aktiv an einer Hetzkampagne gegen den Kunsthistoriker Hans Posse beteiligt, der 1931 auf der Brühlschen Terrasse die Neue Staatliche Gemäldegalerie mit Beständen bis hin zu den deutschen Impressionisten und im Jahr darauf die Moderne Galerie mit Werken der neueren Kunst seit 1900 eröffnet hatte. Er gestaltete und übergab am 8. Februar 1934 den Ehrenbürgerbrief der 2000 sächsischen Gemeinden für Adolf Hitler.
Ab 1. September 1934 wurde Walther Gasch zum Stellvertreter des Direktors der Akademie der Graphischen Künste, Walter Tiemann, in Leipzig berufen. 1936 trug er bereits den Professorentitel und war an der Hochschule für Grafik und Buchkunst in Leipzig tätig, wo er 1937 ein neues Verfahren für Radierungen und Ätzungen in synthetische Hartharzplatten erfand, das die Metallplatte überflüssig machen und beim Druck den Verlust feinster Strichführung stark vermindern sollte.
1939 war er mit Werken auf der Großen Deutschen Kunstausstellung im Haus der Deutschen Kunst in München vertreten.
Nach dem Ende des Zweiten Weltkrieges lebte er zurückgezogen in Osthessen, wo er vorwiegend als Landschafts- und Porträtmaler sowie als Grafiker tätig war.

## Mitgliedschaften
- Dresdner Kunstgenossenschaft
- Reichsverband Bildender Künstler (Vorstandsmitglied)
- Deutscher Künstlerverband Dresden